# Carrhotus viduus
Espèce
Synonymes
- Plexippus viduus C. L. Koch, 1846
- Hyllus morgani Simon, 1886
- Mogrus ornatus Simon, 1886
- Plexippus cumulatus Karsch, 1892
- Marpissa decorata Tikader, 1974
- Marpissa tikaderi Biswas, 1984
- Marpissa lakshmikantapurensis Majumder, 2004
- Plexippus gajbei Karthikeyani & Kannan, 2013

Carrhotus viduus est une espèce d'araignées aranéomorphes de la famille des Salticidae.

## Distribution
Cette espèce se rencontre en Inde, au Sri Lanka, aux Maldives, au Népal, en Chine, en Birmanie, au Laos, en Malaisie, à Singapour et en Indonésie.

## Habitat
Carrhotus viduus se rencontre sur les buissons, les grandes herbes et les plants de riz.

## Description
La femelle et le mâle, qui présentent un dimorphisme sexuel visible, mesurent de l'ordre de 5 à 7 mm.

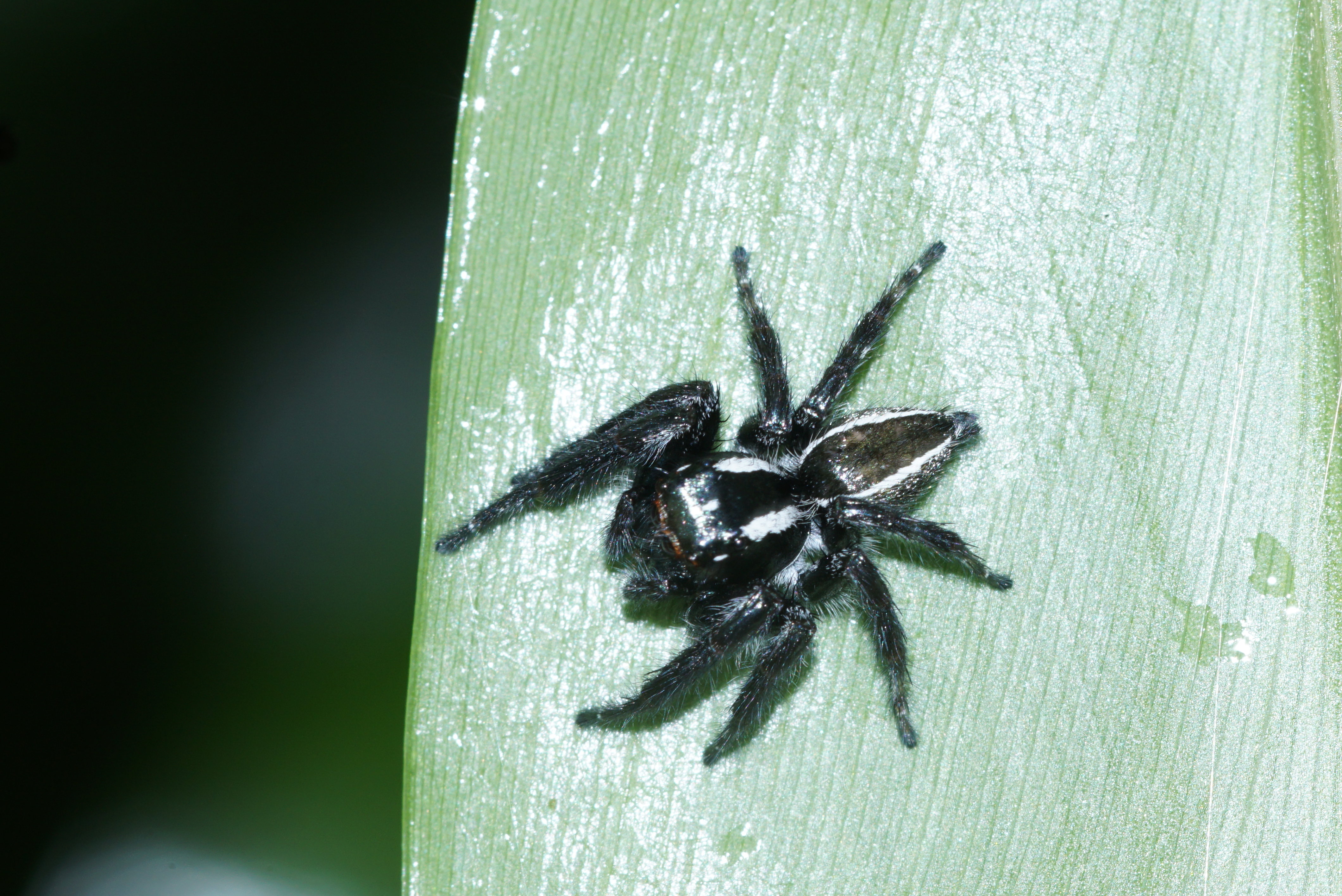
Carrhotus viduus ♂
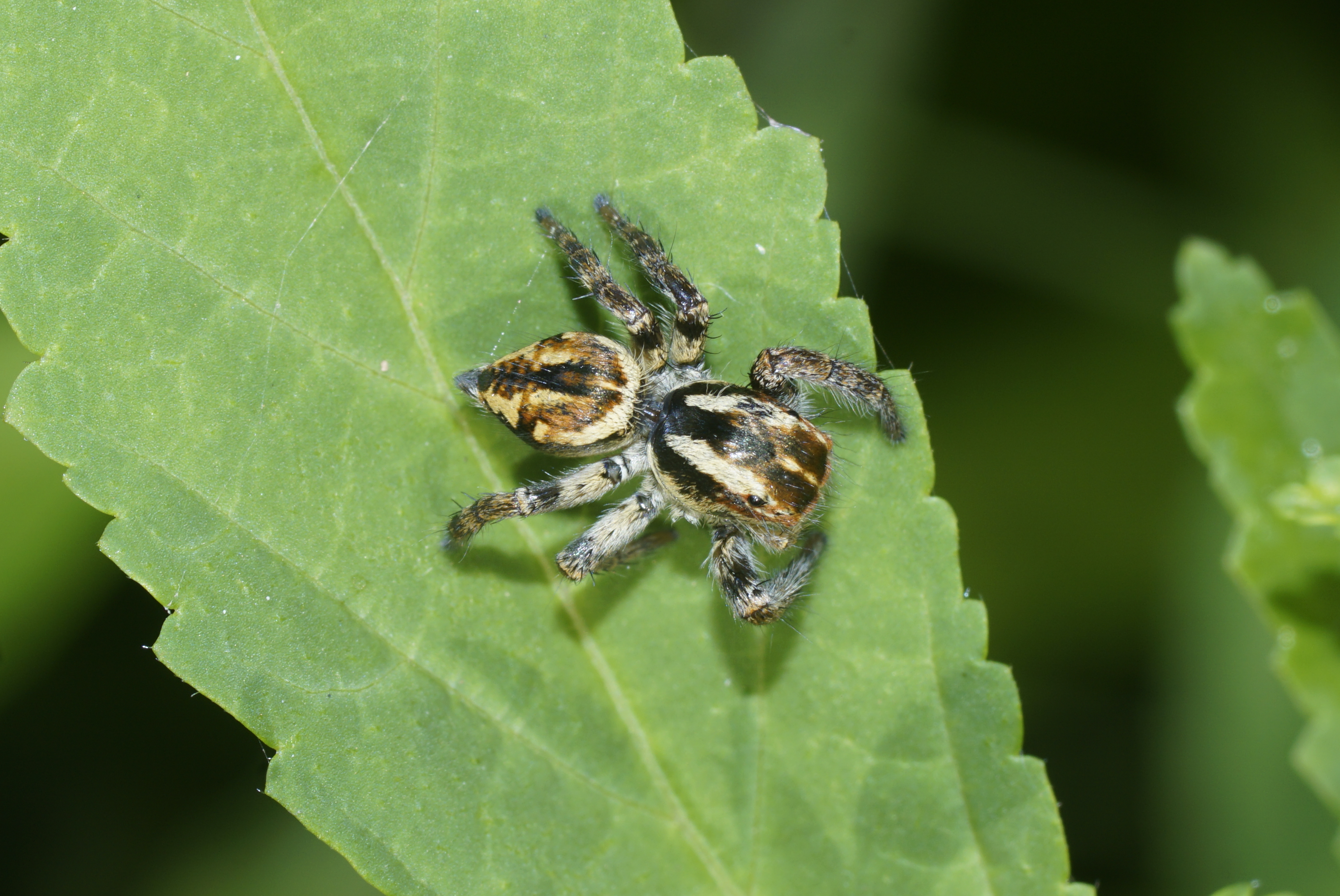
Carrhotus viduus ♀

Le céphalothorax est plus long que large déclinant vers sa partie postérieure. Il est noir chez le mâle avec deux larges bandes parallèles formées de poils blancs et s'étendant de l'arrière du quadrangle oculaire jusqu'à l'abdomen. Les yeux sont entourés de poils pourpres chez le mâle.

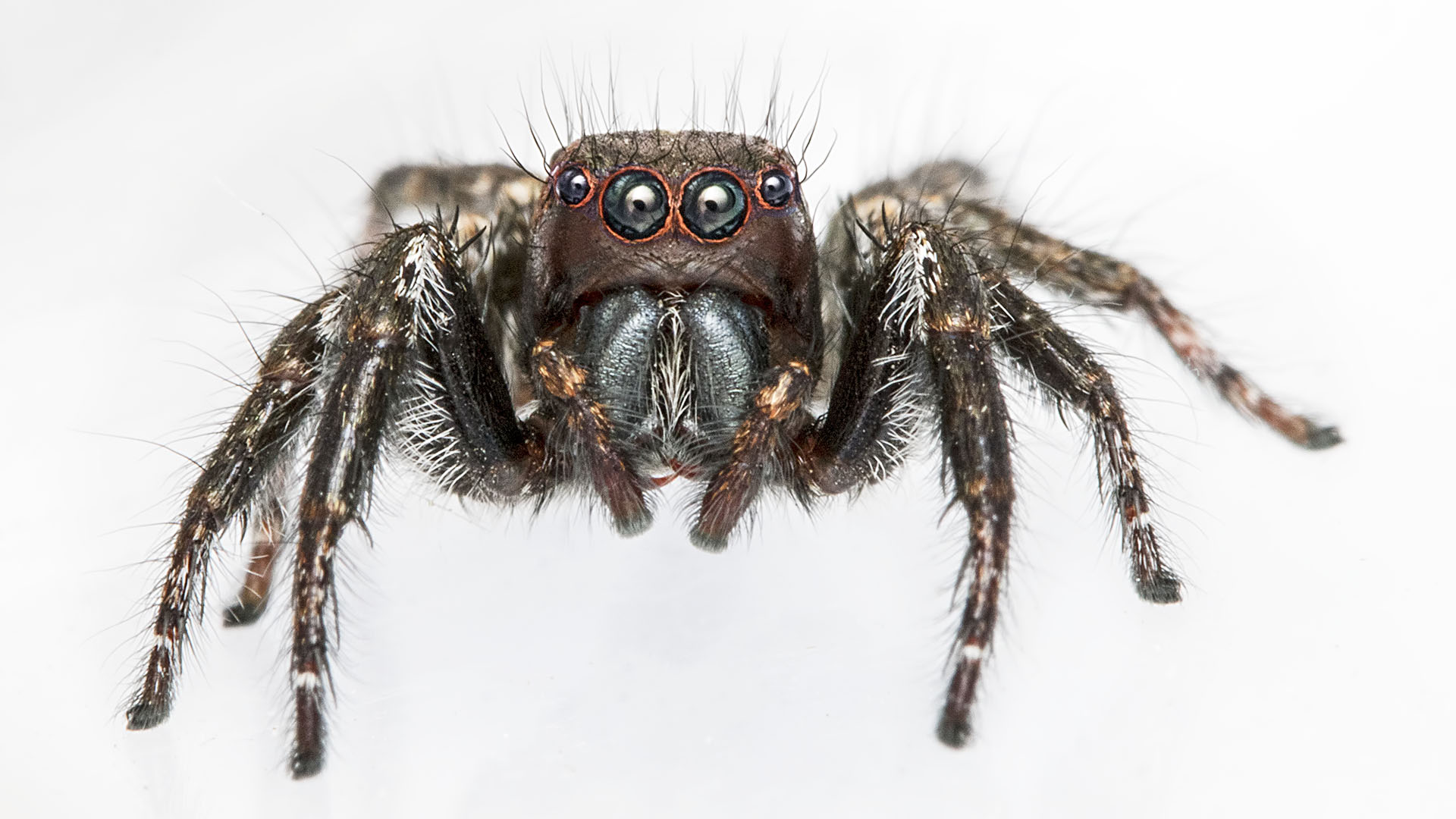
Carrhotus viduus vu de face

Les pattes, de même longueur, sont longues, minces et de couleur jaune-marron.
Chez le mâle, l'abdomen est noir avec deux lignes blanches de chaque côté,. L'abdomen de la femelle, de forme plus ovale, porte des marques en forme de chevron de couleur blanchâtre à jaune clair. Chez les femelles ayant mué, la couleur de l'abdomen est marron à marron orangé et chez les femelles âgées il est possible de ne plus distinguer les chevrons.

## Prédation et alimentation
Carrhotus viduus capture de petits insectes comme des diptères ou des thysanoptères.

## Toile

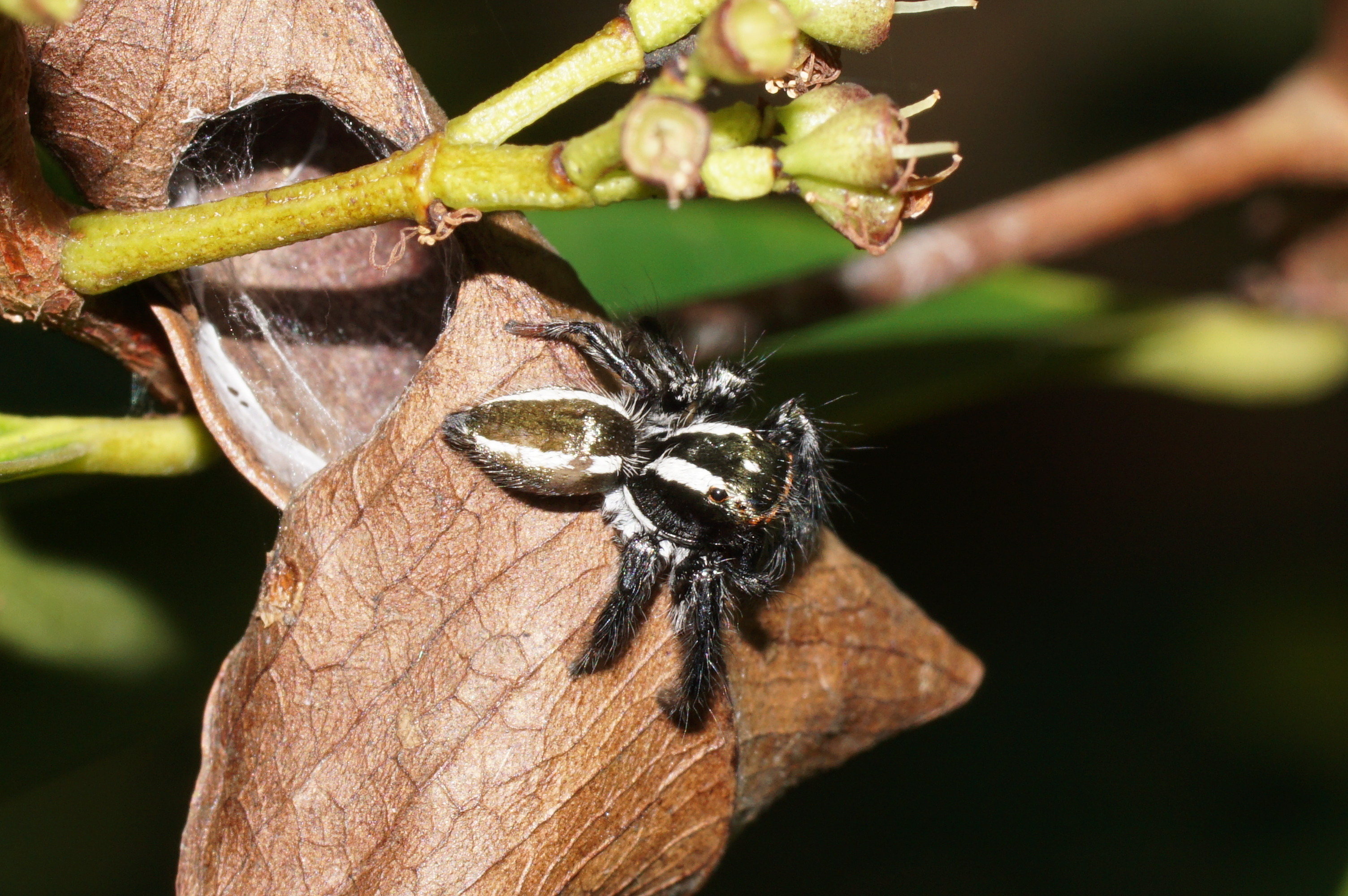
Carrhotus viduus à proximité de sa retraite

Carrhotus viduus ne construit pas de toile mais une retraite avec d'épaisses couches de soie blanche entre deux feuilles.

## Systématique et taxinomie
Cette espèce a été décrite par Carl Ludwig Koch en 1846 sous le protonyme Plexippus viduus. Elle est placée vers le genre Carrhotus par Workman et Workman en 1894.
Hyllus morgani a été placée en synonymie par Simon en 1903.
Mogrus ornatus a été placée en synonymie par Andreeva, Kononenko et Prószyński en 1981.
Plexippus gajbei a été placée en synonymie par Caleb en 2016.
Marpissa decorata, Marpissa tikaderi et Marpissa lakshmikantapurensis ont été placées en synonymie par Caleb, Bera et Acharya en 2020.

## Publication originale
- C. L. Koch, 1846 : Die Arachniden. Nürnberg, vol. 13, p. 1-234 (texte intégral).